# Отдел общественного порядка и безопасности
Подсекретариат общественного порядка и безопасности (тур. Kamu Düzeni ve Güvenliği Müsteşarlığı; KDGM) — подразделение министерства внутренних дел Турции, выполнявшее функции контрразведки и координационного центра по борьбе с терроризмом.
KDGM был создан в соответствии с Законом № 5952 от 04.03.2010 года «Об организации Отдела общественного порядка и безопасности»" при Министерстве внутренних дел для осуществления целостного подхода в борьбе с терроризмом при соблюдении уважения к основным правам и свободам граждан.
Ликвидирован Указом № 703, опубликованным 9 июля 2018 года, и все его права и обязанности были переданы Министерству внутренних дел.

## Руководители
| # | Руководитель                 | Вступление в должность | Уход с должности |
| - | ---------------------------- | ---------------------- | ---------------- |
| 1 | Муаммер Гюлер                | 12 мая 2010            | 7 марта 2011     |
| 2 | Мехмет Ниязи Танылыр (и. о.) | 11 марта 2011          | 16 ноября 2011   |
| 3 | Мурат Ёзчелик                | 16 ноября 2011         | 17 мая 2012      |
| 4 | Кудрет Бюльбюль (и. о.)      | 23 мая 2012            | 2 августа 2012   |
| 5 | Ульви Саран                  | 2 августа 2012         | 22 июля 2014     |
| 6 | Мухаммед Дервишоглу          | с 22 июля 2014         |                  |